# クネル
クネル（フランス語: quenelle）とは、フランス料理の一種。

## 概要
ラルース百科事典ではクネルを「肉団子」と説明している。「クネル」は「すり潰す」「砕く」の意で、肉、魚などをすりつぶして、卵やルーをつなぎにして団子状に固めた料理である。日本のはんぺん、ツミレに似るが、バターやクリームが入ることもあるため、かなりこってりした味となる。茹でたクネルに合わせるソースも、エビやザリガニを用いたナンチュア・ソースなどの濃厚なソースが多い。茹でたクネルをスライスしてグリーンサラダに用いる、スープに入れるといったように、さっぱりした料理もある。
伝統的な調理法としては、茹でたクネルを湯切りしてグラタン皿に入れ、すりおろしたチーズやベシャメルソースをかけて、オーブンで焼き上げる。
リヨンでは、魚を用いたクネルにソースをかけてオーブンで焼いたグラタン料理が名物料理とされる。
また、クネルは、アイスクリーム、シャーベット、マッシュポテトのクネルなど、同様の形状に作られた別の食品でもある。

## 語源

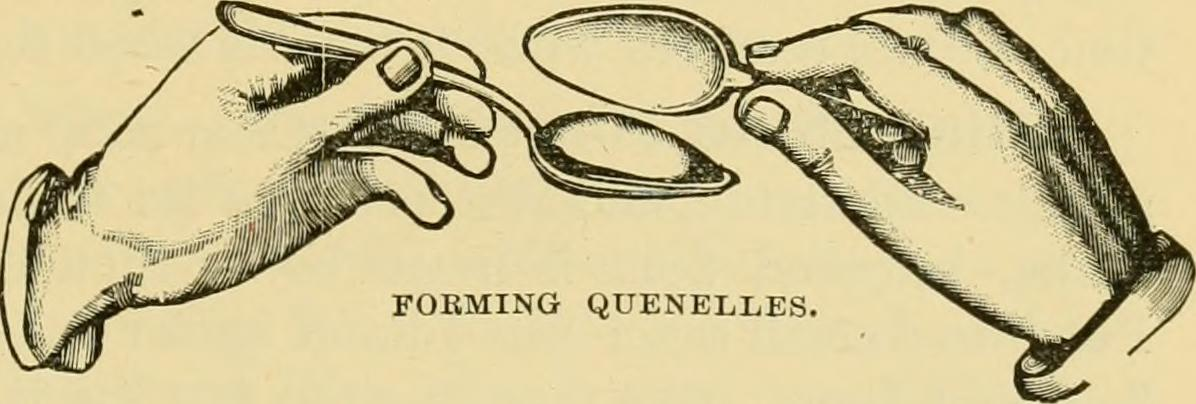
クネル餃子がどのように作られたかを示す19世紀のイラスト

クネルという名前は1750年から証明されている。一般的に受け入れられている語源は、ドイツ語のクネーデルに由来するという説である。
別の語源は、アルザス語のKnepfleに由来する説である。これらの用語を、古英語の「叩く、挽く」を意味する動詞knyllと比較することもできる。

## 由来
クネルはフランスのリヨンが発祥だとされている。18世紀にブルジョアに雇われていたメール・リヨネーズと呼ばれた女性料理人たちが、退職後「ブション」と言われる郷土料理店を開き、そこでクネルの原型となる料理を生み出したとされる。

## 画像

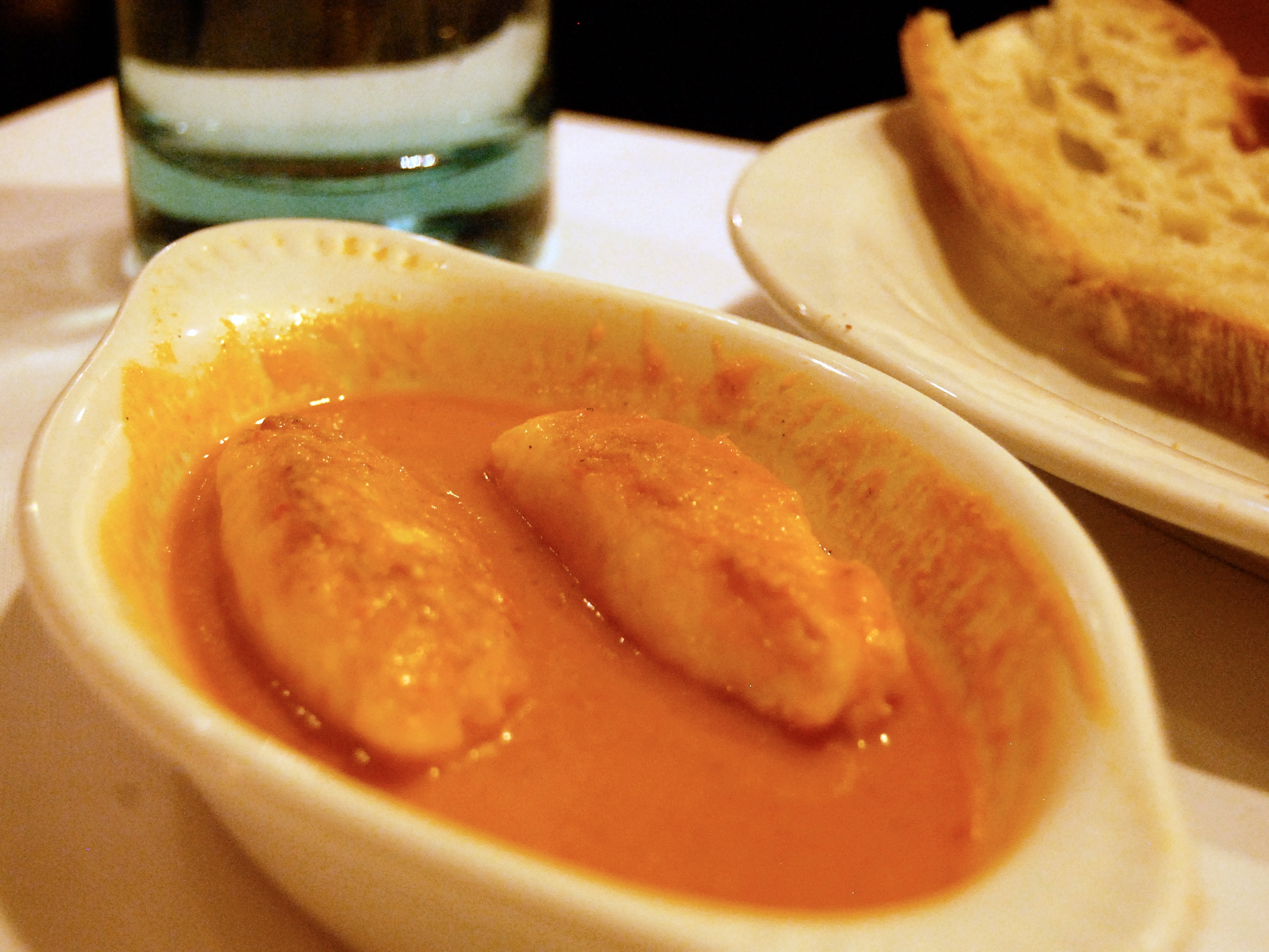
ナンチュア・ソースのかかったクネル
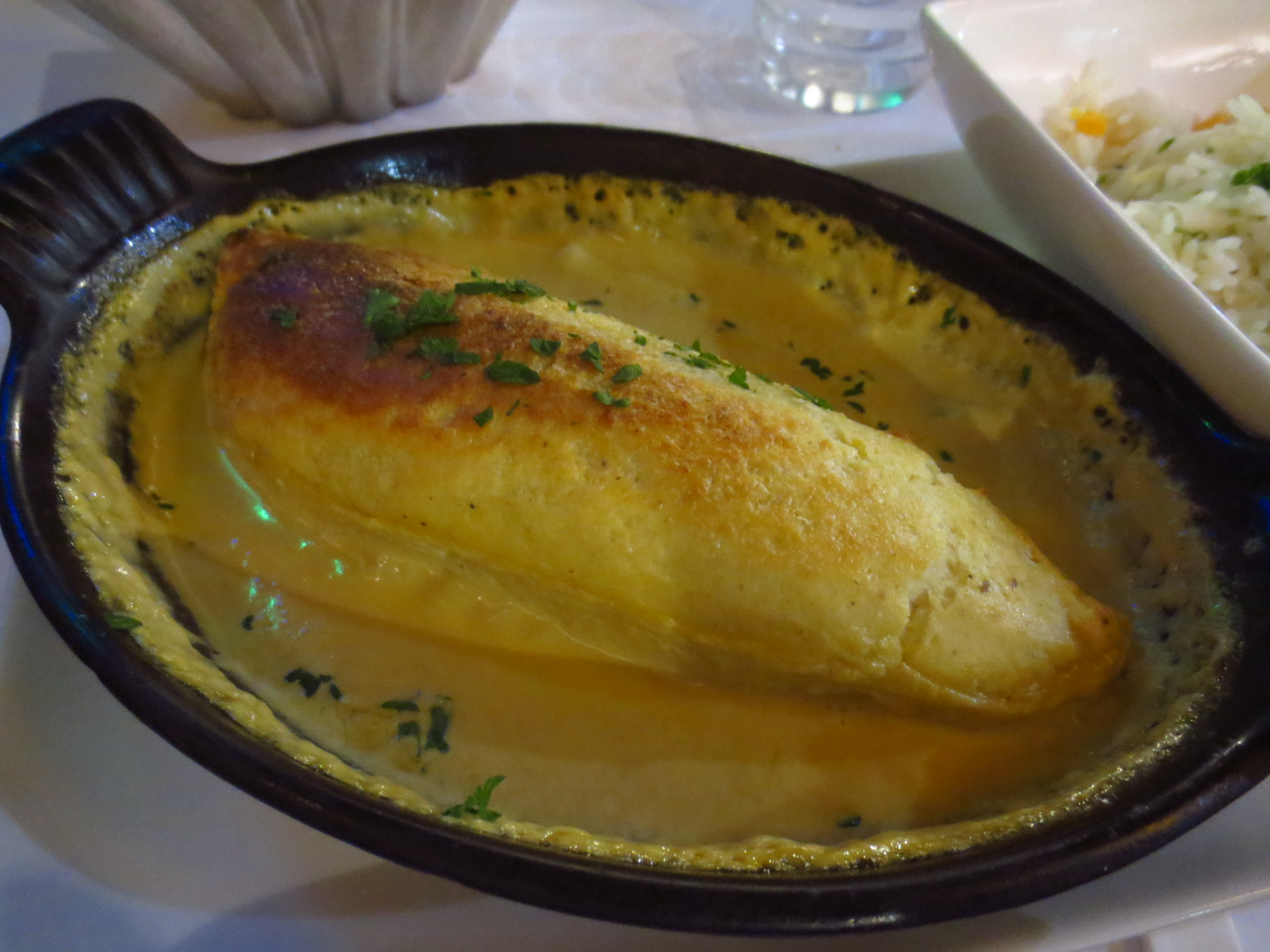
フランス、リヨンのパイク・クネル
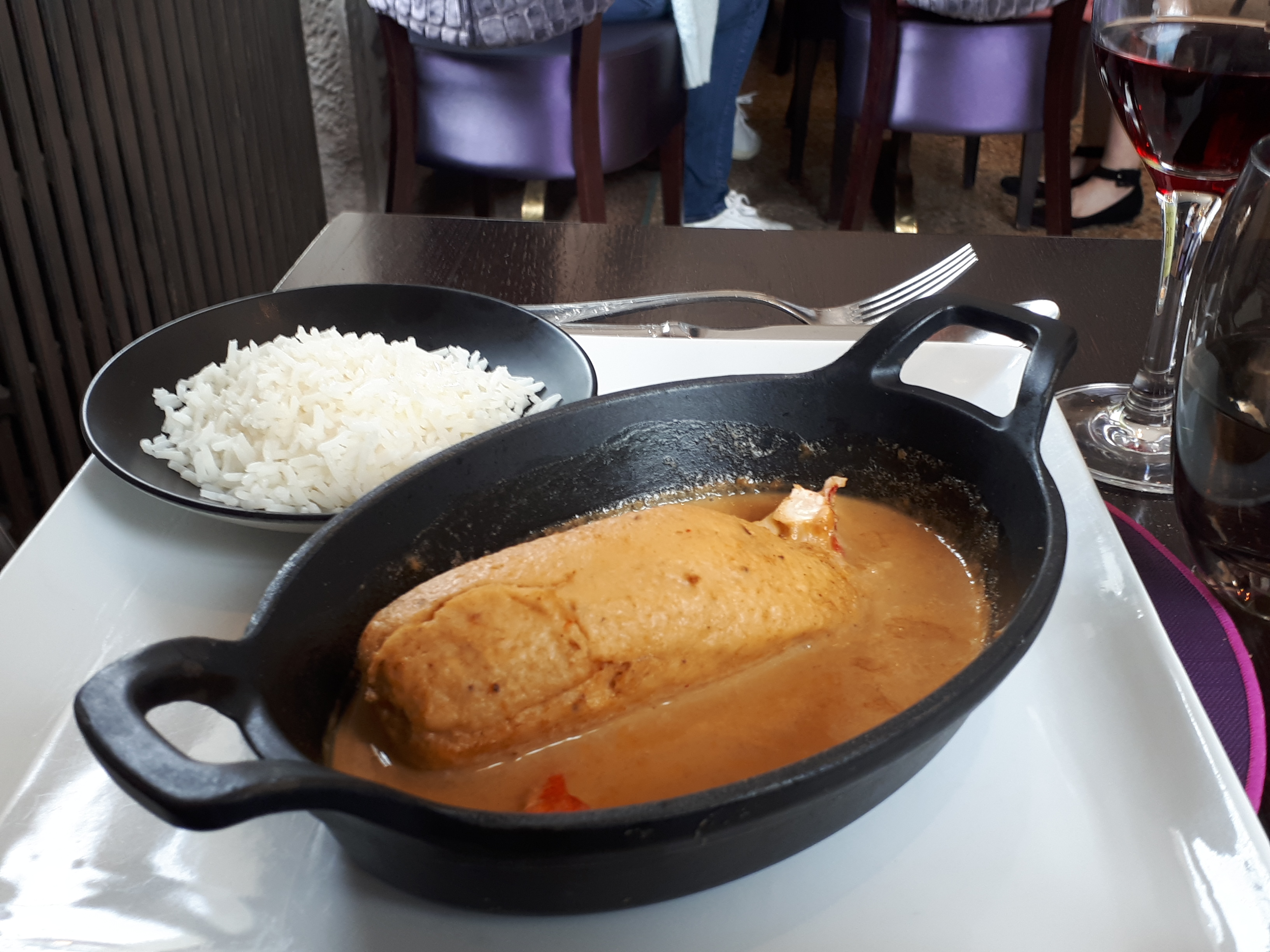
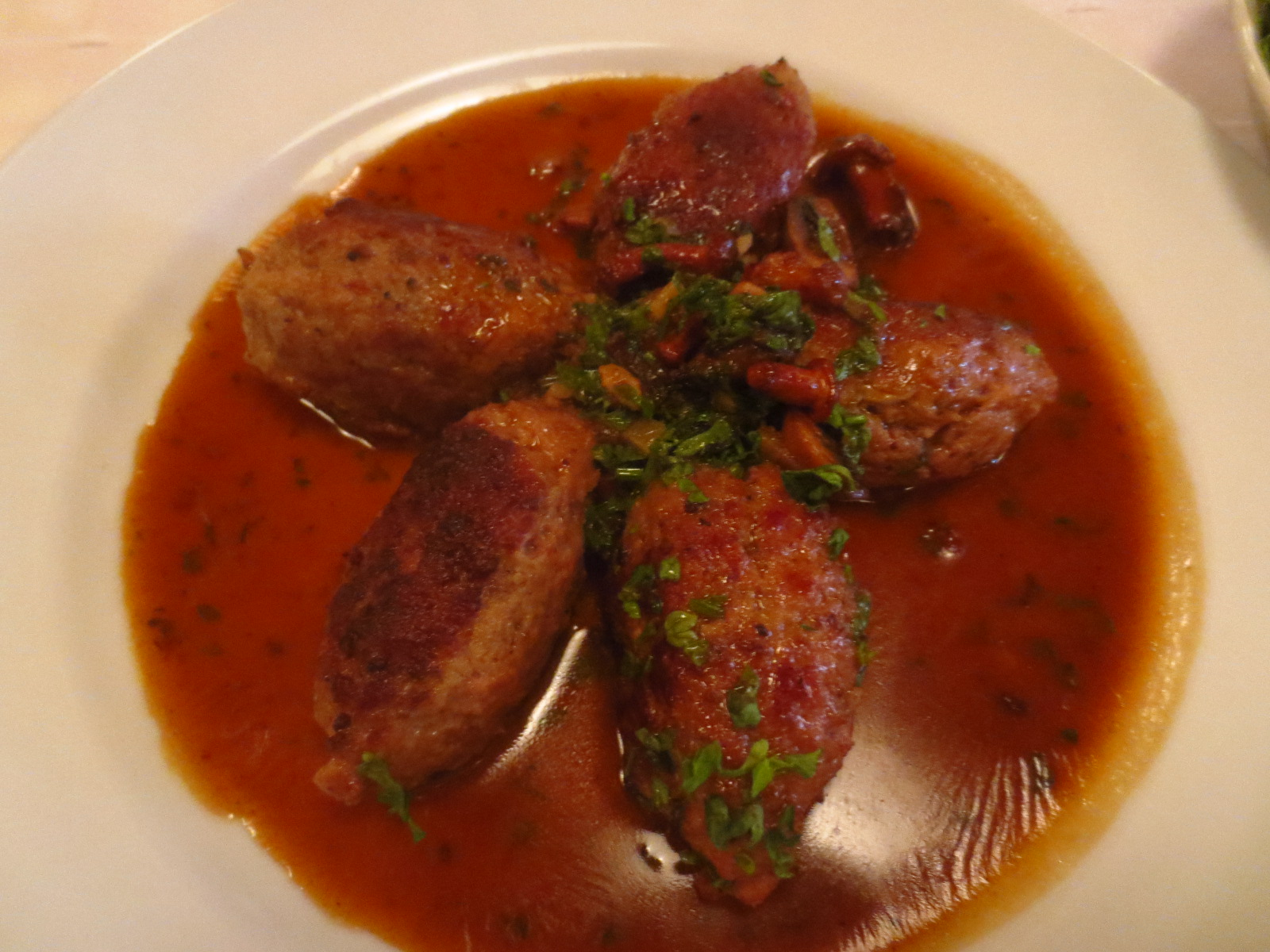
肝臓を使用したアルザス料理のクネル
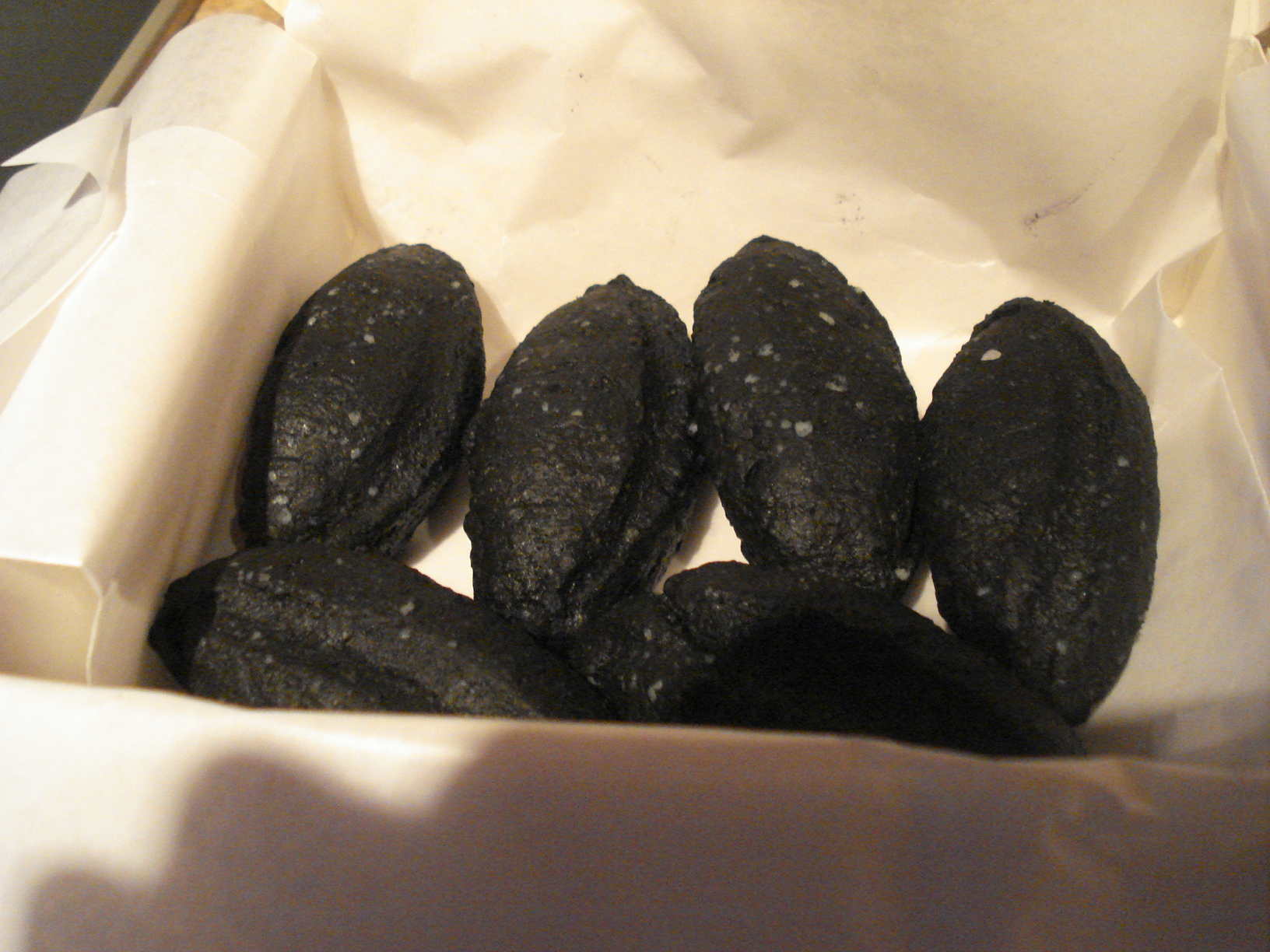
黒いイカ墨クネル